# 旺塔翁
旺塔翁（法語：Ventavon）是法国上阿尔卑斯省的一个市镇，位于该省西南部，属于加普区。该市镇的总面积为42.69平方公里，2009年时的人口为575人。

## 人口
旺塔翁人口变化图示
| 数据来源：INSEE |